# IGIP
IGIP (нем. Internationale Gesellschaft für Ingenieurpädagogik) — Международное общество по инженерной педагогике, занимающееся технико-инженерной подготовкой и прогрессорской деятельностью в этой сфере.

## История
Международное общество по инженерной педагогике (IGIP) (Вена, Австрия) было образовано в 1972 году профессором, доктором Адольфом Мелециником. Сегодня он — почетный пожизненный президент IGIP.

## Задачи
Цель IGIP — продвижение научных методов преподавания технических дисциплин, то есть педагогики и методологии. Сегодня IGIP обладает уникальным реестром международных инженеров-педагогов, каждый из которых имеет уровень, соответствующий требованиям IGIP.
В рамках IGIP постоянно действуют 11 рабочих групп, открытых как для членов общества, так и для новых идей. Это группы:
- «Непрерывное инженерное образование»,
- «Этика в инженерном образовании»,
- «Система квалификаций»,
- «Обеспечение качества и аккредитация учебных планов»,
- «Международные стандарты в инженерном образовании»,
- «Гуманитарные дисциплины в инженерном образовании»
- и другие.

Рабочие группы организуют семинары, мастер-классы, публикуют результаты исследований.
Также, IGIP ежегодно проводит конференции, позволяющие всем, кто заинтересован в инженерном образовании, возможность встретиться с коллегами, обменяться опытом, установить новые связи.

## Представление
На уровне отдельных государств IGIP представлена национальными мониторинговыми комитетами Международного общества по инженерной педагогике.
Существуют Российский мониторинговый комитет Международного общества по инженерной педагогике; Национальный мониторинговый комитета Украины Международного общества по инженерной педагогике, и т. д.
Мониторинговые комитеты осуществляют объединение представителей технических вузов подведомственных им стран.